# Vaux-sur-Aure
Vaux-sur-Aure ist eine französische Gemeinde mit 284 Einwohnern (Stand: 1. Januar 2022) im Département Calvados in der Region Normandie; sie gehört zum Arrondissement Bayeux und zum Kanton Bayeux. Die Einwohner werden Vallonnais genannt.

## Geographie
Vaux-sur-Aure liegt etwa drei Kilometer nördlich des Stadtzentrums von Bayeux am Fluss Aure. Umgeben wird Vaux-sur-Aure von den Nachbargemeinden Longues-sur-Mer im Norden, Saint-Vigor-le-Grand im Osten und Südosten, Bayeux im Süden, Vaucelles im Südwesten, Sully und Maisons im Westen sowie Commes im Nordwesten.

## Bevölkerungsentwicklung
| Jahr                       | 1962 | 1968 | 1975 | 1982 | 1990 | 1999 | 2006 | 2019 |
| Einwohner                  | 265  | 250  | 296  | 318  | 324  | 344  | 305  | 307  |
| Quellen: Cassini und INSEE |      |      |      |      |      |      |      |      |

## Sehenswürdigkeiten
- Kirche Saint-Aubin aus dem 12. Jahrhundert, Monument historique
- Reste der früheren Kirche Saint-Pierre in Argouges aus dem 12. Jahrhundert
- Schloss La Ferrière
- Herrenhaus Argouges aus dem 14. Jahrhundert
- Schloss La Haizerie aus dem Jahre 1840
- Gutshof La Madeleine aus dem 17. Jahrhundert
- Gutshof Le Grand Fumichon aus dem 16./17. Jahrhundert

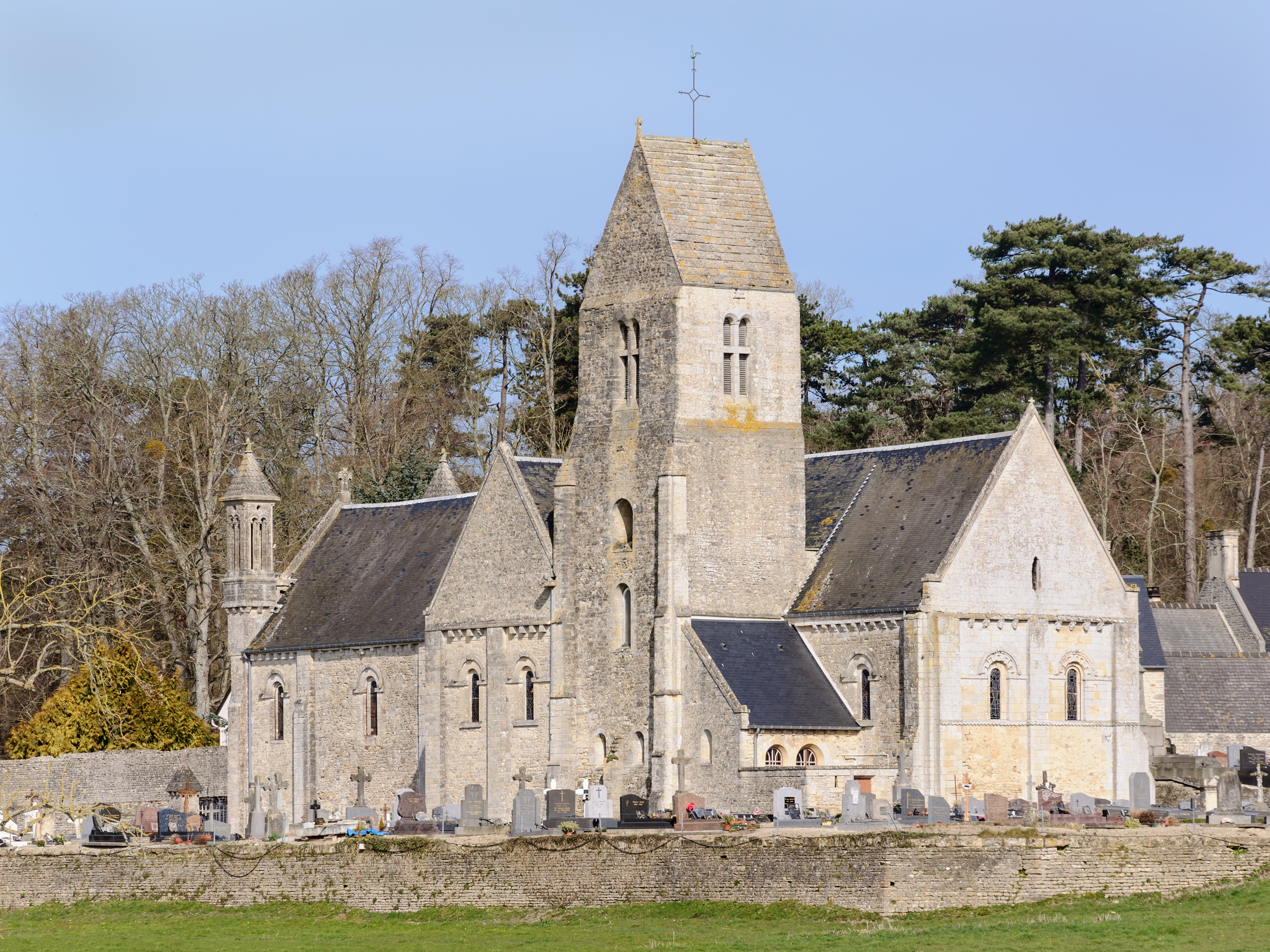
Kirche Saint-Aubin
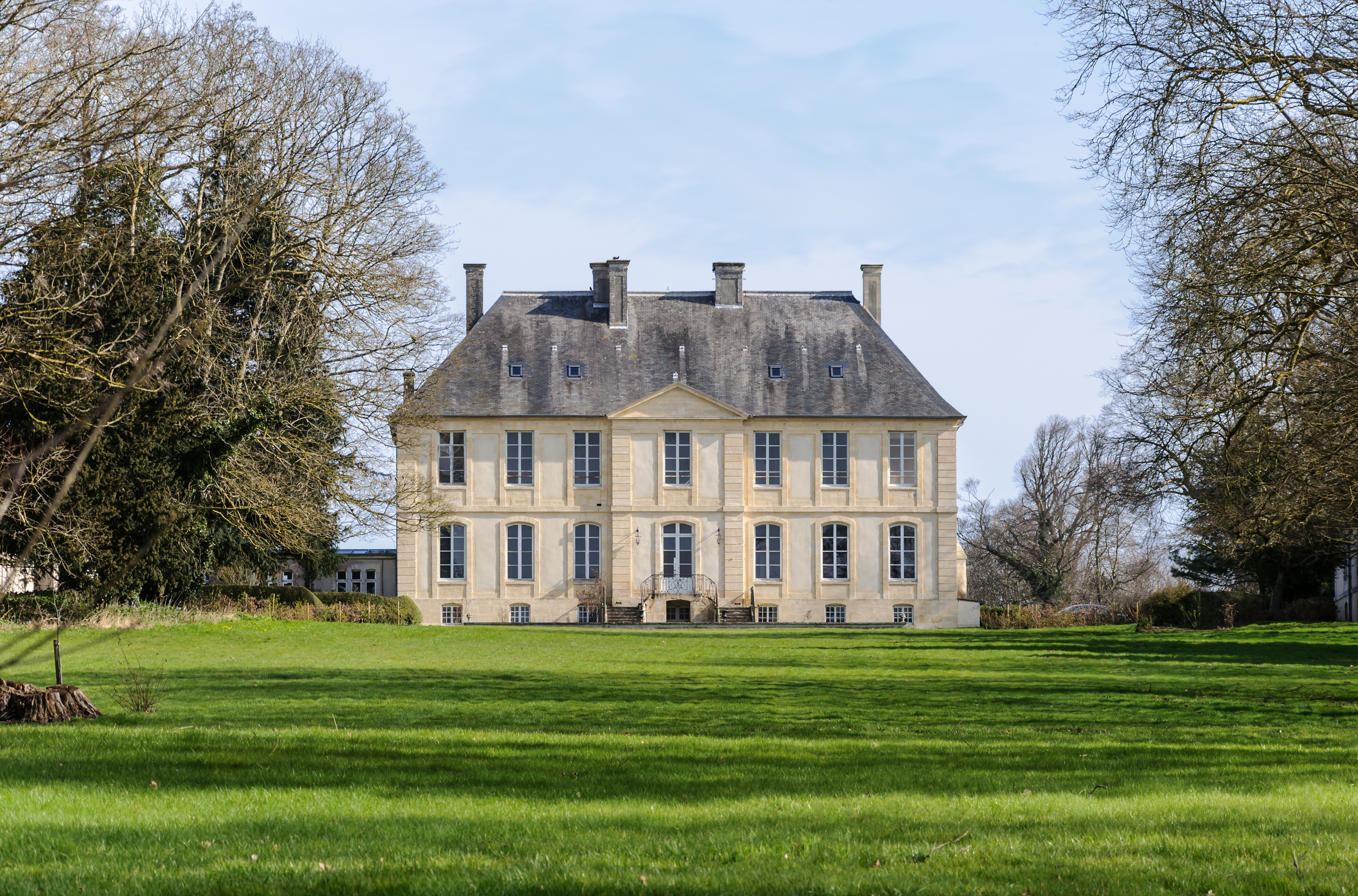
Schloss La Ferrière
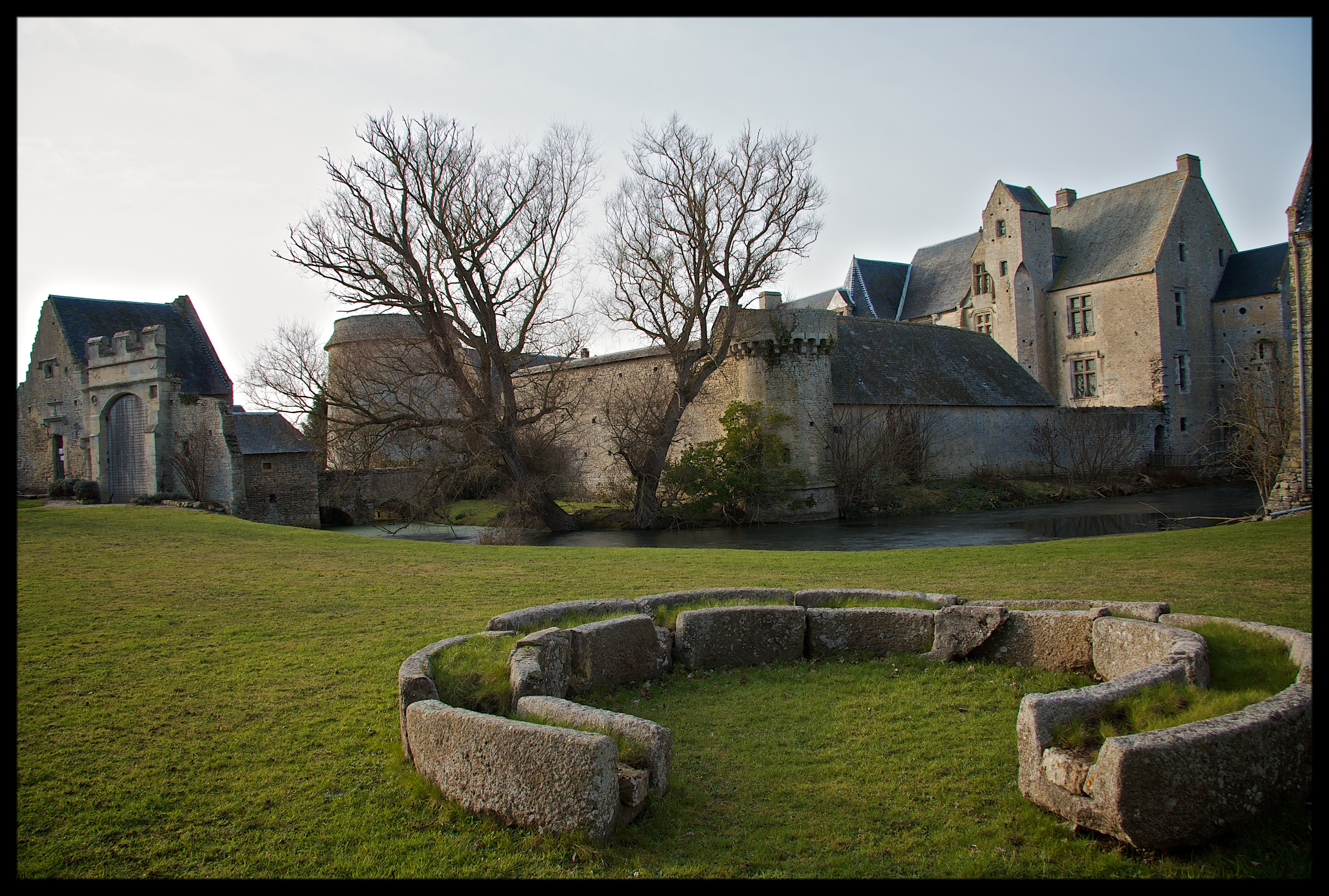
Herrenhaus Argouges

## Gemeindepartnerschaft
Mit dem Ortsteil Sotome der japanischen Stadt Nagasaki besteht seit 1978 eine Partnerschaft. Sotome wurde 2005 in Nagasaki eingemeindet. Seitdem ist Nagasaki Partnergemeinde.